# William W. Van Ness
William W. Van Ness (* 1776 in Claverack, Columbia County, New York; † 27. Februar 1823 in Charleston, South Carolina) war ein amerikanischer Jurist, Richter am Obersten Gerichtshof New Yorks sowie Politiker der Föderalistischen Partei. Er ist nicht zu verwechseln mit seinem Vetter William P. Van Ness (1778–1826), ebenfalls Richter und aktiv in der New Yorker Politik, der aber den Republikanern um Aaron Burr nahestand.

## Laufbahn
Über Van Ness’ Herkunft ist kaum etwas bekannt. 1797 wurde er als Rechtsanwalt zugelassen und praktizierte in den nächsten Jahren in Claverack und Hudson. Ab 1800 stieg er zu den führenden Föderalisten im Columbia County auf, wurde 1805 und 1806 für jeweils ein Jahr in das Repräsentantenhaus des Staates New York gewählt und war dort einer der Meinungsführer der föderalistischen Opposition. 1807 wurde er zum Richter am Obersten Gerichtshof des Staates New York berufen. 1821 war er Mitglied der verfassungsgebenden Versammlung des Staates, wo er konservativ-föderalistische Positionen vertrat, also etwa weiterhin das Wahlrecht an die Steuerleistung gekoppelt sehen wollte. Die Verfassungsreform von 1823 führte auch zu einer Reorganisation des Obersten Gerichtshofs, so dass Van Ness sein eigentlich auf Lebenszeit verliehenes Amt verlor; wenig später verstarb er in Charleston.